# Thomas Stangassinger

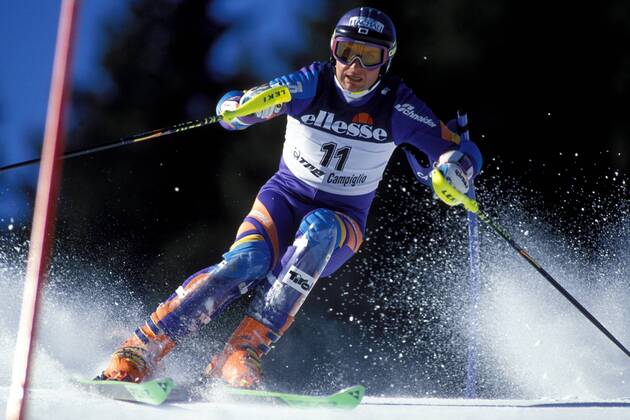
Thomas Stangassinger

Thomas Stangassinger (Hallein, 15 september 1965) is een Oostenrijks oud-alpineskiër.

## Palmares

### Olympische winterspelen
- Lillehammer (1994)
  - Gouden medaille in het slalom

### Wereldkampioenschap
- Saalbach-Hinterglemm (1991)
  - Zilveren medaille in het slalom
- Morioka (1993)
  - Bronzen medaille in het slalom

1948: Edy Reinalter ·
1952: Othmar Schneider ·
1956: Toni Sailer ·
1960: Ernst Hinterseer ·
1964: Josef Stiegler ·
1968: Jean-Claude Killy ·
1972: Francisco Fernández Ochoa ·
1976: Piero Gros ·
1980: Ingemar Stenmark ·
1984: Phil Mahre ·
1988: Alberto Tomba ·
1992: Finn Christian Jagge ·
1994: Thomas Stangassinger ·
1998: Hans Petter Buraas ·
2002: Jean-Pierre Vidal ·
2006: Benjamin Raich ·
2010: Giuliano Razzoli ·
2014: Mario Matt ·
2018: André Myhrer ·
2022: Clément Noël